# ريغ أباد (مقاطعة فهرج)
ريغ أباد (بالفارسية: ریگ‌آباد) هي مستوطنة تقع في البلدة المركزية في إيران. يقدر عدد سكانها بـ 32 نسمة .